# امی ریور لمپمن
امی ریور لمپمن (به انگلیسی: Emmy Raver-Lampman) (زاده ۵ سپتامبر ۱۹۸۸) بازیگر آمریکایی است.
از کارهای معروف او می‌توان به بازی در فیلم صاعقه سیاه، زنبوردار و سگ اشاره کرد.